# Gonohe (Aomori)
Gonohe (五戸町 Gonohe-machi?) es un pueblo localizado en la prefectura de Aomori, Japón. En octubre de 2018 tenía una población de 16.492 habitantes y una densidad de población de 92,8 personas por km². Su área total es de 177,67 km².

## Geografía

### Municipios circundantes
- Prefectura de Aomori
  - Hachinohe
  - Shingō
  - Nanbu
  - Oirase
  - Rokunohe

## Demografía
Según datos del censo japonés, la población de Gonohe ha disminuido en los últimos años.
| Año del censo | Población |
| ------------- | --------- |
| 1995          | 21.666    |
| 2000          | 21.318    |
| 2005          | 20.138    |
| 2010          | 18.712    |
| 2015          | 17.433    |